# Paddy Cronin
Pour les articles homonymes, voir Cronin.
Paddy Cronin, né le 6 juillet 1925 à Ré Buí près de Gneeveguilla et mort le 15 mars 2014 (à 88 ans) à Tralee, est un violoniste (fiddler) irlandais. Musicien traditionnel, il reçoit en 2007 un Life Achievement Award remis par TG4 pour sa contribution à la musique traditionnelle irlandaise.

## Biographie
Né dans le Comté de Kerry, il apprend à jouer du violon (fiddle) en suivant l'enseignement du musicien Padraig O'Keeffe. À la fin des années 1940, il enregistre quelques disques pour Raidió Teilifís Éireann.
Il émigre à Boston en 1949. Au cours de quarante années de carrière sur le sol américain, Paddy est classé parmi les meilleurs violonistes, avec James Morrison, Paddy Killoran et Michael Coleman. Il exerce en parallèle le métier de décorateur d'intérieur. Durant les années 1970, il enregistre plusieurs albums de musique traditionnelle irlandaise, dont Music in the Glen, House in the Glen, The Rakish Paddy, et Kerrys Own Paddy Cronin. Chaque été, il revient en Irlande pour participer au festival de musique gaélique Fleadh Cheoil.
En 1990, Paddy Cronin rentre en Irlande et s'installe avec sa famille à Ballycasheen, dans le Comté de Kerry.
Marié, il est le père de six enfants. Il meurt à Tralee le 15 mars 2014, âgé de 88 ans.